# Sphaerotrochalus tridentatus
Sphaerotrochalus tridentatus är en skalbaggsart som beskrevs av Moser 1916. Sphaerotrochalus tridentatus ingår i släktet Sphaerotrochalus och familjen Melolonthidae. Inga underarter finns listade i Catalogue of Life.